# Branża gier komputerowych w Wielkiej Brytanii
Branża gier komputerowych w Wielkiej Brytanii – ogół produkcji i dystrybucji gier komputerowych w Wielkiej Brytanii. Pierwsza brytyjska gra komputerowa powstała w latach 50. XX wieku, a branża gier komputerowych w Wielkiej Brytanii wkroczyła w swą złotą erę w latach 80. – momencie szczytowej popularności komputerów ZX Spectrum oraz zjawiska nazywanego brytyjskim surrealizmem. Od lat 90. uwidacznia się działalność takich spółek jak Team17, Rockstar North oraz Codemasters. Pomimo przemian globalizacyjnych, które osłabiły lokalność gier projektowanych w Wielkiej Brytanii (np. przejęć brytyjskich studiów przez zagraniczne wydawnictwa), branża brytyjska nadal rozwija się.

## Tło historyczne – narodziny informatyki w Wielkiej Brytanii

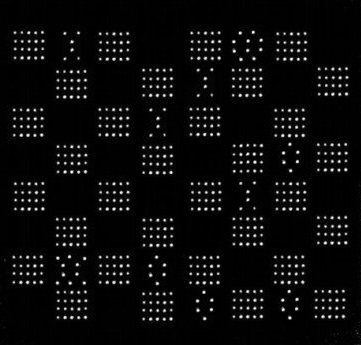
Ekran przedstawiający pierwszą brytyjską grę komputerową, symulację warcabów autorstwa Christophera Stracheya

Wielka Brytania była miejscem narodzin osiemnasto- i dziewiętnastowiecznej informatyki, zarówno w jej teoretycznych podstawach (np. algebra Boole’a), jak i w praktycznych zastosowaniach, takich jak stworzenie pierwszego urządzenia obliczeniowego . Charles Babbage i Ada Lovelace pracowali przy pierwszych maszynach liczących i opracowali pierwszy język programowania . Alan Turing stworzył podstawy współczesnej informatyki i koncepcji sztucznej inteligencji . Zaangażowanie Wielkiej Brytanii w II wojnę światową rozwinęło informatykę, zwłaszcza kryptografię. Komputer Colossus pomagał w rozszyfrowywaniu wiadomości wroga, co przyczyniło się do zapotrzebowania na usprawnienie komputerów i rozwijało informatykę po wojnie, widoczne w instytucjach akademickich, w tym na Uniwersytecie Manchesterskim i Uniwersytecie Cambridge. Szersze wykorzystanie komputerów do zastosowań ogólnych stało się bardziej powszechne pod koniec lat 60. i na początku lat 70.  W 1951 roku Christopher Strachey zaprojektował pierwszą brytyjską grę komputerową – symulację warcabów – dla komputera w Manchesterze .

## Początki branży i dekada gierarcade(1960–1979)
Pierwowzorami gier komputerowych w Wielkiej Brytanii były maszyny elektroniczne aktywowane po wrzucaniu monet (coin-ops), sprowadzane przeważnie ze Stanów Zjednoczonych. W pierwszej połowie XX wieku w Wielkiej Brytanii maszyny coin-ops zyskiwały na popularności. Inaczej niż w Stanach, gdzie salony gier elektronicznych były głównym źródłem dochodu gangów, w Wielkiej Brytanii traktowano je jako niezobowiązującą rozrywkę. Brytyjskie władze patrzyły krytycznie na rozrywkę elektroniczną, postrzegając ją jako formę hazardu, uzależniającą zwłaszcza młodzież. Policja regularnie patrolowała salony gier, co nie powstrzymało gwałtownego wzrostu liczby salonów z pinballami i maszynami elektronicznymi. Nagła liberalizacja przyszła wraz z uchwaleniem przez brytyjski parlament w 1960 roku ustawy, tzw. Gaming Act: zalegalizowano hazard, ustanowiono limity stawek oraz cen za każdorazowe korzystanie z maszyn elektronicznych i uregulowano ich dostępność w Wielkiej Brytanii. Wdrożenie Gaming Act w 1961 roku wzbudzało mimo to kontrowersje, jako że głównymi użytkownikami maszyn elektronicznych były dzieci.
W latach 60. popularnością cieszyły się maszyny koncernów Crompton Six-Way Machine Company, Bell-Fruit oraz Phonographic Equipment. Gwałtowny wzrost zainteresowania Brytyjczyków maszynami arcade wzbudzał zaniepokojenie parlamentarzystów. W 1968 roku uchwalono nowy Gaming Act, którego celem było ograniczenie wpływów koncernów rozrywkowych oraz opodatkowanie przychodów z maszyn w celu zwalczenia rodzącej się zorganizowanej przestępczości. Reputacji koncernów rozrywkowych nie pomagała emisja filmu telewizyjnego Johnny Go Home (1975), który sugerował związki salonów gier z przestępstwami pedofilskimi popełnianymi na nieletnich bywalcach tychże salonów. Jednocześnie brytyjską branżę rozrywkową infiltrował rodzący się przemysł gier cyfrowych. Po premierze amerykańskiego Ponga w 1973 roku, spółka Alca sprzedawała masowo jego podróbkę Ping-Pong. Wytwórnia Atari, odpowiedzialna za dystrybucję Ponga, zaniedbała wejście na rynek brytyjski i dopuściła do produkcji gier zarówno lokalnej, jak i amerykańskiej konkurencji (m.in. Midway). Zainteresowanie grami cyfrowymi wzrosło wraz z premierą japońskiej produkcji Space Invaders w 1978 roku, jednak trzy lata później sektor arcade nawiedził kryzys; dodatkowo brytyjskie wytwórnie podróbek amerykańskich i japońskich przebojów zaczęły podupadać, kiedy orzeczono, że w stosunku do gier komputerowych ma zastosowanie ustawa o ochronie praw autorskich – Copyright Act z 1956 roku.

## ZX Spectrum i złota era brytyjskich gier komputerowych (1980–1989)

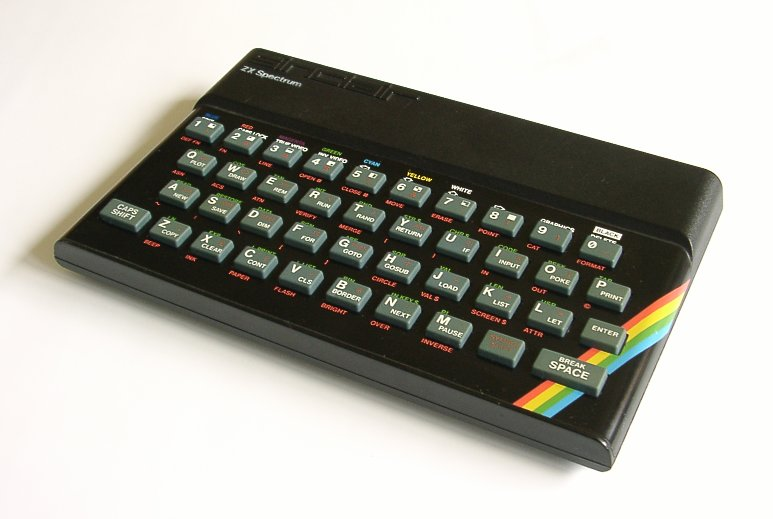
ZX Spectrum

W obliczu podupadającej reputacji brytyjskich rynków konsolowych i arcade na znaczeniu zaczęły zyskiwać komputery osobiste. W 1979 roku Richard Bartle i Roy Trubshaw z University of Essex opracowali wieloosobową grę fabularną Multi-User Dungeon na podstawie uniwersum Dungeons & Dragons. Przełomem okazała się działalność brytyjskiego wynalazcy Clive’a Sinclaira, który relatywnie niskim kosztem sprzedawał rodzime mikrokomputery ZX-80, ZX-81, a przede wszystkim – ZX Spectrum, którego produkcja rozpoczęła się w 1982 roku. Sinclair odegrał kluczową rolę w upowszechnieniu mikrokomputerów w Wielkiej Brytanii oraz rozwoju brytyjskiej kultury cyfrowej; stał się też celebrytą, określanym przez dziennikarzy mianem „Uncle Clive”. Mikrokomputer ZX Spectrum stał się platformą dla domorosłych programistów, którzy samodzielnie tworzyli własne gry komputerowe. Brytyjski historyk Alex Wade określił dekadę lat 80. mianem fenomenu bedroom coding (pisaniu programów w sypialni), który oddziałał fundamentalnie na sposób postrzegania branżowego etosu programisty. Bujnie rozwijała się też kultura gier, czego przykładem było pojawienie się czasopism takich jak „Computer and Video Games” (1981–1995), „Commodore User” (1983–1990), „Crash” (1984–1992), „Zzap!” (1985–1994).

### Brytyjski surrealizm

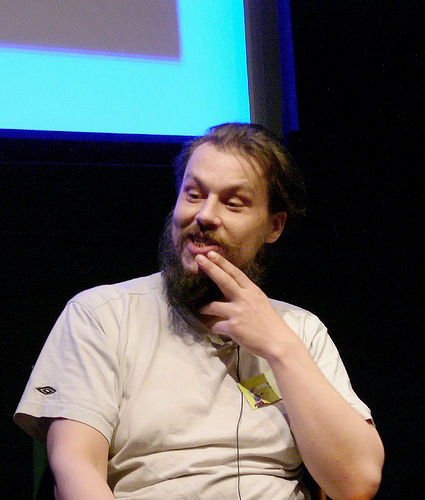
Matthew Smith (2005)

Ponieważ ZX Spectrum okazał się kluczową platformą dla bedroom codingu, to właśnie na tej platformie ukształtowało się zjawisko określane przez Tristana Donovana mianem „brytyjskiego surrealizmu”. Na to zjawisko wpłynęła estetyka brytyjskiego serialu komediowego Latający cyrk Monty Pythona (1969–1974), a zwłaszcza próba oporu wobec twardych rządów premier Margaret Thatcher. Donovan wśród najważniejszych nazwisk związanych z brytyjskim surrealizmem wymienia twórczość Matthew Smitha, Mela Crouchera, Petera Harrapa i Jeffa Mintera.
Matthew Smith zyskał popularność jako niespełna siedemnastoletni twórca gry platformowej Manic Miner (Bug Byte Software, 1983), której bohaterem jest tytułowy górnik wracający po mozolnej pracy do swojej sypialni. Manic Miner wyróżniał się surrealistycznym projektem poziomów oraz niezwykle wyśrubowanym poziomem trudności. Wielki sukces komercyjny Manic Minera Smith zdyskontował, realizując kontynuację pod nazwą Jet Set Willy (Bug Byte Software, 1984). Jet Set Willy’ego, oprócz możliwości swobodnego poruszania się po świecie przedstawionym, wyróżniała pomysłowość twórcy. W pewnym momencie górnik przemieniał się w latającą skarbonkę; wśród przeciwników z kolei pojawiały się między innymi podskakujące toalety oraz kapłani z latającymi egzemplarzami Biblii.

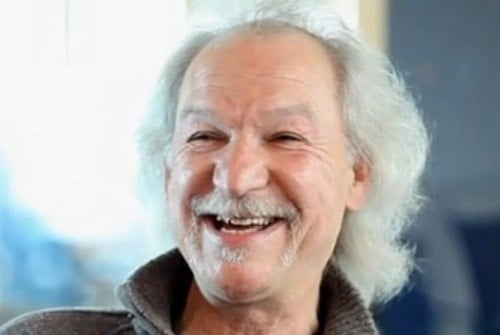
Mel Croucher (2015)

Peter Harrap również czynił aluzje do górniczego losu, tworząc Wanted: Monty Mole (Gremlin Graphics, 1984); gra platformowa Harrapa nawiązywała do ówczesnego ogólnokrajowego strajku robotników pod przywództwem Arthura Scargilla, zlikwidowanego przez Thatcher. Wanted pozwalała wcielić się w rolę kreta, który planuje zdobyć węgiel z kopalni posiadanej przez Scargilla. Bestiariusz przeciwników był mimo to podobnie surrealistyczny jak u Smitha. Jeff Minter sławę zdobył surrealistycznymi produkcjami, których bohaterami były lamy: Attack of the Mutant Camels (Llamasoft, 1983) oraz Metagalactic Camels Battle at the Edge of Time (Llamasoft, 1984). Gry Mintera parodiowały uniwersum Gwiezdnych wojen, z czego zwłaszcza Attack of the Mutant Camels prześmiewczo ukazywał szturm armii Imperium na kryjówkę Rebeliantów z filmu Imperium kontratakuje . Bardziej melancholijną tonacją cechowały się gry Chrisa Hinsleya: Pyjamarama (Mikro-Gen, 1984) oraz Everyone’s a Wally (Mikro-Gen, 1985), mieszające surrealizm z elementami krytyki społecznej spod znaku produkcji Mike’a Leigh; zwłaszcza Everyone’s a Wally ukazywał rosnącą biedę i degenerację społeczną w państwie pod rządami Thatcher. Podobnie politykę Thatcher krytykowali Trevor Lever i Peter Jones w grze Hampstead (Melbourne House, 1984), poświęconej dążeniom nędzarza do klasy wyższej.
Najważniejszym przedstawicielem brytyjskiego surrealizmu był jednak Mel Croucher. Na początku kariery Croucher zasłynął zbiorami prześmiewczych minigier Can Of Worms (1981), Love And Death (1982) i The Bible (1982), polegającymi np. na spowodowaniu zawału serca u Adolfa Hitlera jeżdżącego na wózku inwalidzkim. Croucher odpowiadał też za grę terenową Pimania (1983), w której zawarte zostały wskazówki do rzeczywistego skarbu-nagrody ukrytego przez twórcę. Najistotniejsze dzieło Crouchera, Deus Ex Machina (1984), jest osadzoną w totalitarnym świecie przyszłości interpretacją fragmentu sztuki Jak wam się podoba Williama Shakespeare’a, poświęconego siedmiu etapom życia ludzkiego. Pozornie grywalne minigry dołączone do Deus Ex Machina w istocie nie pozwalały graczom wpływać na rozwój akcji; wraz z grą sprzedawana była kaseta audio z nagraną ścieżką dźwiękową i satyrycznie przekształconymi fragmentami sztuki szekspirowskiej.

### Pozostali istotni twórcy

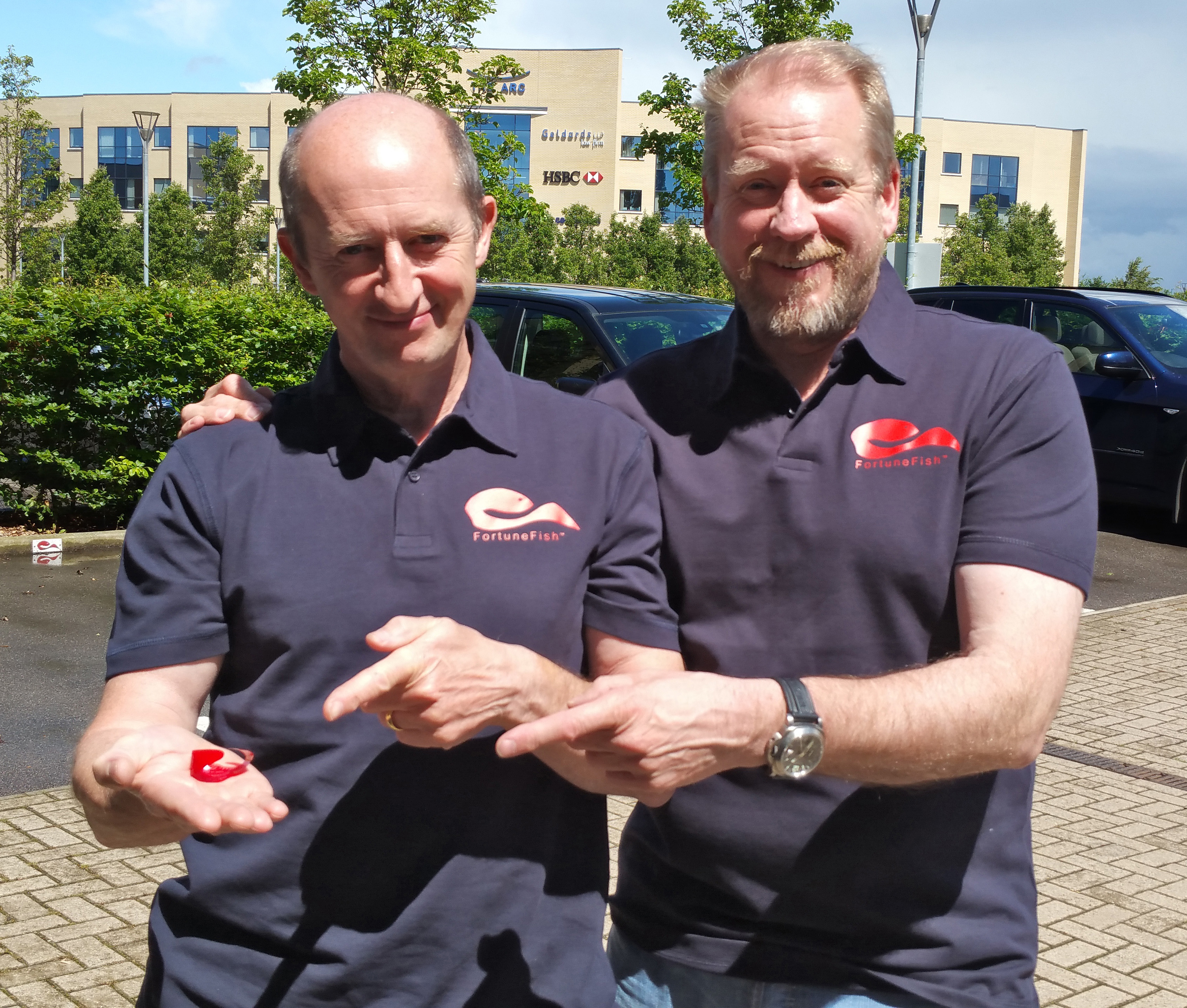
Tim i Chris Stamper (2015)

Sporą popularnością cieszyły się również gry osadzone całkowicie w światach fantasy lub fantastycznonaukowych. Bracia Tim i Chris Stamper, założyciele wytwórni Ultimate Play The Game, zasłynęli utworami takimi jak Jetpac (1983), Atic Atac (1983), Sabre Wulf (1984) oraz Knight Lore (1984). Specjalnością Stamperów były wymagające, dynamiczne gry labiryntowe, które symulowały perspektywę ptasią lub posługiwały się rzutem izometrycznym. Pojawił się on już wcześniej w innej brytyjskiej grze, Ant Attack (Quicksilva, 1983) Sandy’ego White’a o próbie przetrwania w świecie pełnym mrówek-gigantów. Innym istotnym przebojem okazała się Elite (Acornsoft, 1984) Davida Brabena i Iana Bella, obszerna objętościowo symulacja lotu statkiem kosmicznym, prekursorska dla gatunku gier z otwartym światem . Do dzieł zapowiadających rozwój gier z otwartym światem należy też Skool Daze (Microsphere, 1984) Davida Reidego, jeden z pierwszych symulatorów życia szkolnego, a także inspirowany mitologią celtycką dyptyk Tir Na Nog (Gargoyle Games, 1984) – Dun Darach (Gargoyle Games, 1985) Grega Follisa i Roya Cartera . Powodzeniem cieszyły się również takie gry jak skradanka Saboteur (Durell Software, 1985) Clive’a Townsenda , The Great Escape (Denton Designs, 1986) Johna Heapa i Ally’ego Noble’a na motywach filmu Johna Sturgesa o planowaniu ucieczki z nazistowskiego stalagu , Head over Heels (Ocean Software, 1987) Jona Ritmana i Berniego Drummonda , pionierski trójwymiarowy Driller (Incentive Software, 1987) Iana Andrew  oraz prześmiewcza satyra na współczesny showbiznes, Rock Star Ate My Hamster (Codemasters, 1988) .

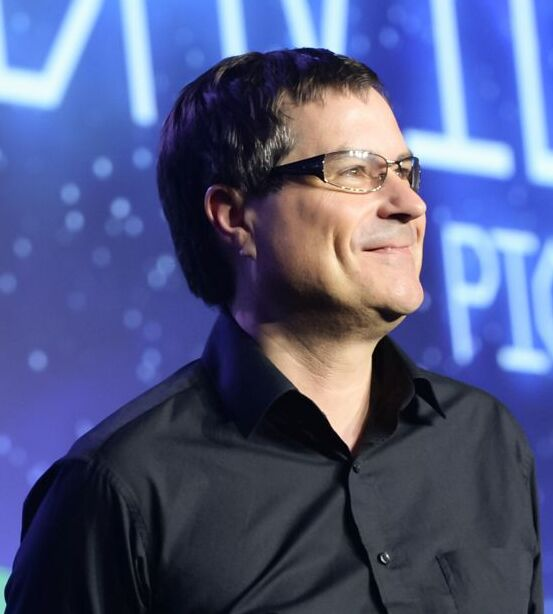
David Braben (2015)

ZX Spectrum zdominował zbiorową wyobraźnię brytyjskich graczy, lecz pod koniec lat 80. XX wieku był wypierany przez inne platformy. Należała do nich amerykańska Amiga. Wśród pierwszych brytyjskich gier na Amigę, które cieszyły się uznaniem graczy, wyróżniały się platformowe Barbarian (Psygnosis, 1987) Davida H. Lawsona i Shadow of the Beast (Psygnosis, 1989) Martina Edmondsona i Paula Howartha, z muzyką Davida Whittakera . Zwłaszcza Barbarian, silnie inspirowany Conanem Barbarzyńcą, przeszedł do historii drastyczną mechaniką; napotkanym po drodze przeciwnikom można było odcinać mieczem poszczególne kończyny i głowy.

## Brytyjska branża końca wieku (1990–2000)
Brytyjska branża gier komputerowych również w latach 90. XX wieku rozwijała się bujnie, choć głównymi platformami wykorzystywanymi przez programistów stały się Amiga oraz Windows . W owej dekadzie można było wyróżnić twórczość skupioną wokół takich wytwórni gier jak DMA Design, Team17, Sensible Software, Core Design oraz Codemasters.

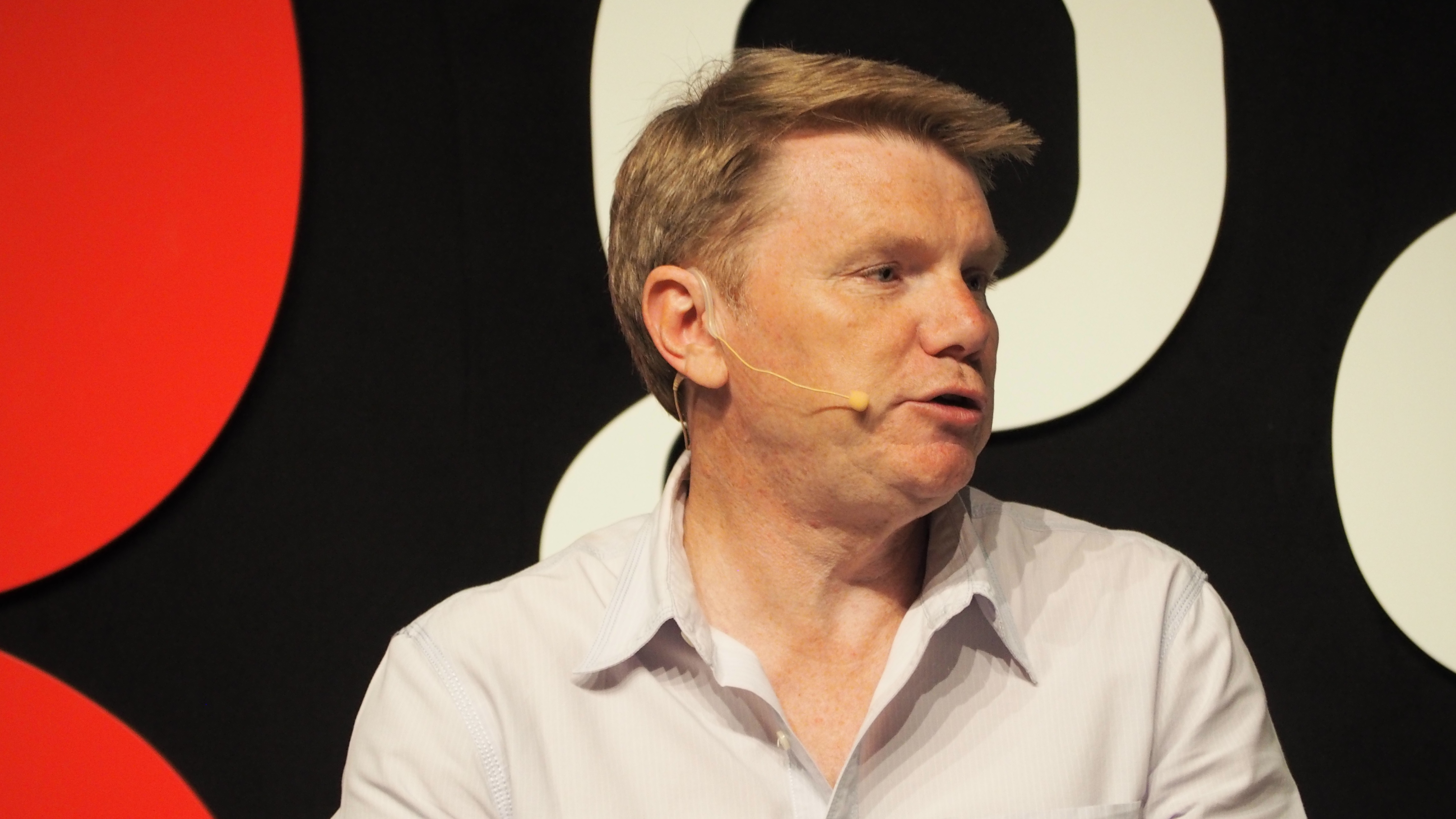
David Jones (2018)

Szkockie studio DMA Design na początku dekady odniosło wielki sukces grą strategiczną Lemmings (1991) Davida Jonesa, która zrywała z „poważną” tematyką typową dla gier z tego gatunku. Celem Lemmings nie jest kierowanie armią, ale ocalenie jak największej liczby tytułowych przyjaznych stworów przed spadnięciem w przepaść. DMA Design pod wodzą Jonesa zasłynęło jeszcze osadzoną w fikcyjnych amerykańskich miastach grą Grand Theft Auto (1997), w której gracze wcielali się w gangstera pnącego się po kolejnych szczeblach kariery w półświatku . Cechą charakterystyczną Grand Theft Auto była względna wolność działania i poruszania się po świecie gry . Choć twórcy GTA deklarowali, że gra po prostu przetwarza motywy już wcześniej obecne w filmach gangsterskich (przede wszystkim drastyczną przemoc), gra spotykała się ze sprzeciwami kręgów konserwatywnych  . GTA stało się jednym z najbardziej dochodowych przedsięwzięć brytyjskiej branży gier. DMA Design w momencie wydania GTA został wykupiony przez szereg spółek – Gremlin Interactive, Infogrames, a ostatecznie w 1999 roku przez Rockstar Games i amerykańskie wydawnictwo Take-Two Interactive; od tego momentu szkockie studio zmieniło szyld na Rockstar North. Innym prowokacyjnym utworem była gra wyścigowa wyprodukowana przez Stainless Games, Carmageddon (1997), gdzie głównym celem było rozjeżdżanie przechodniów. Twórcy celowo zachęcali graczy dodatkowymi punktami za mordowanie przechodniów, co doprowadziło do sytuacji, w której pozornie niezobowiązujący Carmageddon był traktowany poważnie i napotkał problemy dystrybucyjne. Jego kontynuacja Carmageddon II: Carpocalypse Now (1998) została wprost zakazana w kilku krajach oraz ocenzurowana między innymi w Niemczech i Wielkiej Brytanii.

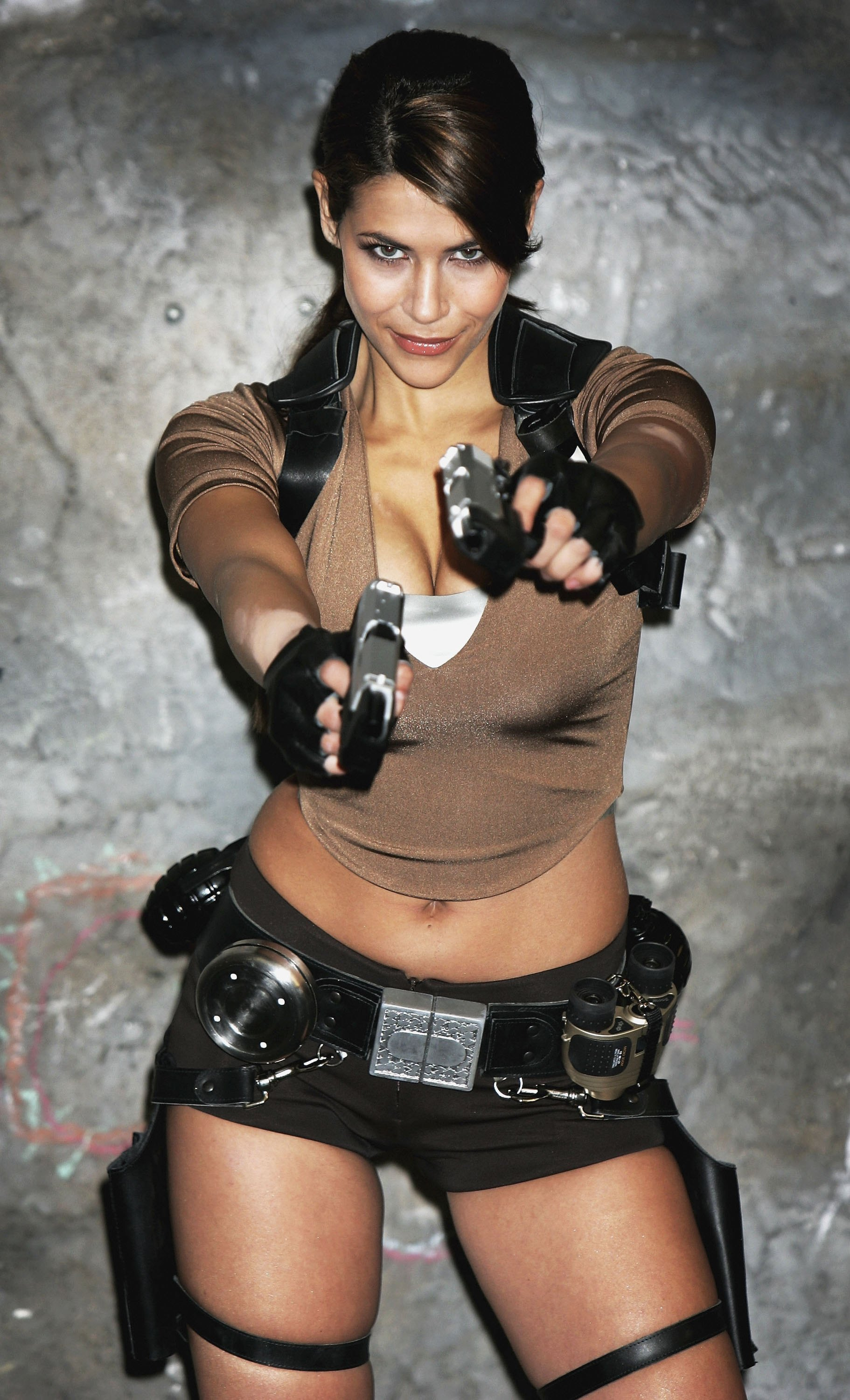
Modelka Karima Adebibe jako Lara Croft, 2006

Team17, założony w 1990 roku, zasłynął szeregiem gier akcji, np. strzelanką Alien Breed (1991) według projektu Rico Holmesa oraz platformową Superfrog (1993) Martyna Jamesa Browna, lecz jego najbardziej rozpoznawalnym produktem pozostaje gra Worms (1995) Andy’ego Davidsona . W Worms, strategicznej grze turowej, gracze wcielają się w drużyny dżdżownic walczących między sobą z użyciem najróżniejszych rodzajów broni . Popularność Worms podreperowała niestabilną sytuację finansową Team17, dzięki czemu gra doczekała się szeregu kontynuacji . Sensible Software tymczasem odniosło sukces między innymi zręcznościową grą piłkarską Sensible Soccer (1992) projektu Jona Hare’a, Chrisa Chapmana, Chrisa Yatesa i Davida Korna , a przede wszystkim antywojenną strzelanką Cannon Fodder (1993) Hare’a i Yatesa. Dysponując w niej drużyną żołnierzy i ograniczoną liczbą rezerwistów, należało pokonywać kolejne zastępy przeciwników; śmierć każdego żołnierza gracza była podkreślana przez ekran ze wzgórzem, na którym stopniowo pojawiały się nagrobki. Cannon Fodder szokował opinię publiczną nie tylko wykorzystaniem wizerunku czerwonego maku (brytyjskiego symbolu pamięci o ofiarach I wojny światowej), ale również teledyskiem poprzedzającym grę, który zaczynał się słowami „War’s never been so much fun / Go up to your brother / kill him with your gun” .

Reklamowany i komentowany w mediach był również produkt studia Core Design, Tomb Raider (1996) Toby’ego Garda. Gra wykorzystująca konwencję filmów pokroju Poszukiwaczy zaginionej Arki (1981) Stevena Spielberga stała się międzynarodowym fenomenem głównie ze względu na przerysowaną, pełną seksapilu, główną bohaterkę, archeolożkę Larę Croft. Ponieważ jednak Gard, skonfliktowany z wydawnictwem Eidos, opuścił Core Design, kolejne gry o Larze stopniowo marnowały potencjał pierwowzoru. Po klęsce Tomb Raider: The Angel of Darkness (2003) Core Design stracił prawa do realizacji kolejnych części Tomb Raidera na rzecz amerykańskiej spółki Crystal Dynamics . 

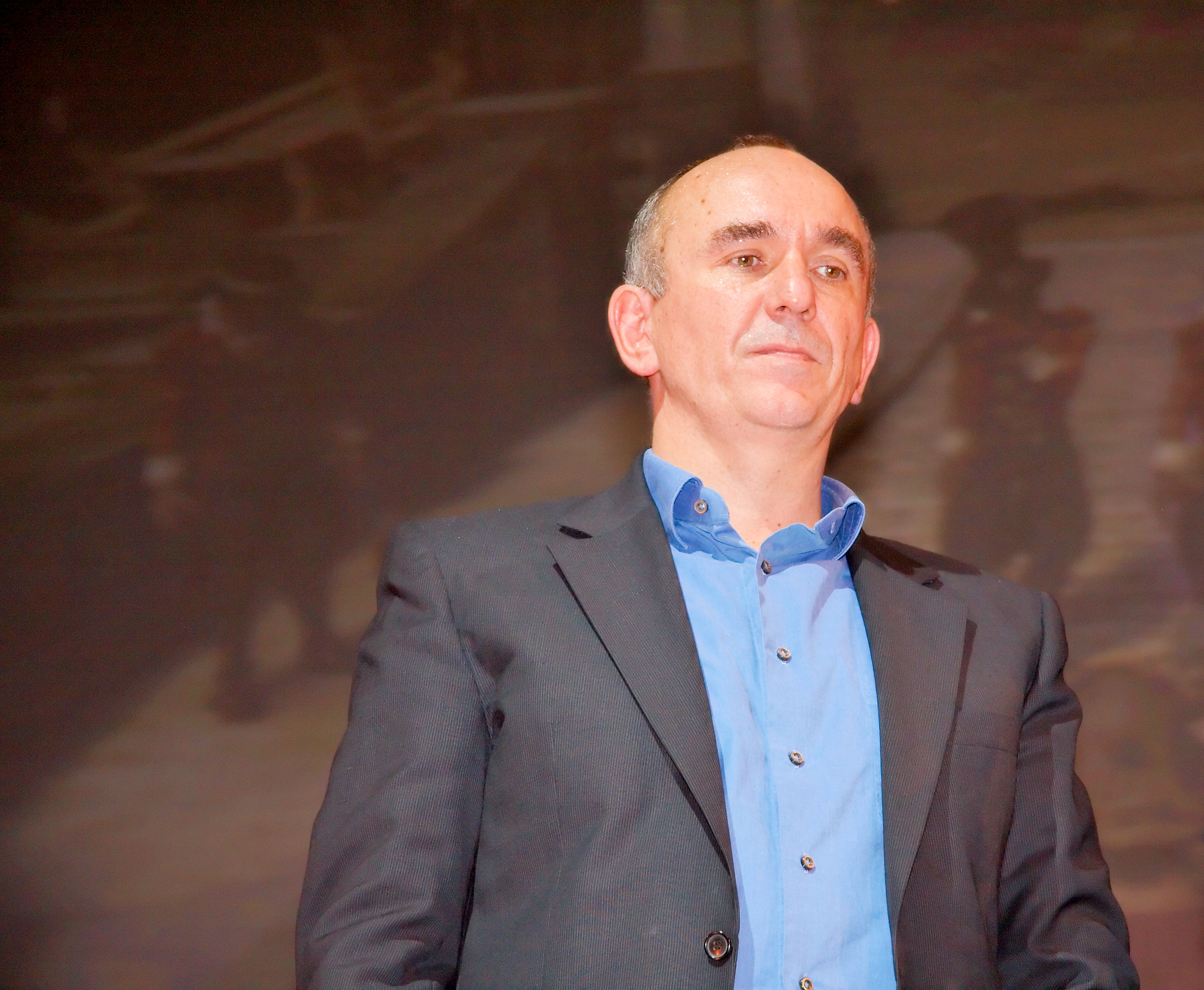
Peter Molyneux (2008)

W latach 90. XX wieku brytyjska branża zasłynęła też produkcjami brytyjskiej wytwórni Codemasters. Do nich zaliczają się przede wszystkim gra wyścigowa TOCA Touring Car Championship (1997)  i gra rajdowa Colin McRae Rally (1998), firmowana nazwiskiem tytułowego kierowcy rajdowego . Z gier samochodowych słynęły także studia Reflections Interactive (Destruction Derby, 1995; Driver, 1999, obie projektu Martina Edmondsona)  i Criterion Games (Burnout, 2001) . W sektorze gier konsolowych można było wyróżnić też studio Rare, odpowiedzialne za produkcję takich utworów, jak przełomowa strzelanka GoldenEye 007 (1997) na motywach serii filmów o Jamesie Bondzie oraz Donkey Kong 64 (1999) z uniwersum Mario . Jeszcze w 2000 roku inna brytyjska wytwórnia, Creative Assembly, zdobyła sławę hybrydową grą strategiczną Shogun: Total War, odtwarzającą przebieg wojen feudalnych w Japonii. Sukces Shoguna zachęcił Creative Assembly do produkcji podobnie chwalonych gier strategicznych osadzonych w innych realiach, np. Medieval: Total War (2002), Rome: Total War (2004), Empire: Total War (2009) .
Końcowa dekada XX wieku była również okresem szczytowego powodzenia projektanta Petera Molyneux. Zaczynał on swoją karierę od pionierskiej gry w boga Populous (Bullfrog Productions, 1989); specjalizował się przede wszystkim w prześmiewczych symulatorach, np. pozwalającym pokierować parkiem rozrywki Theme Parku (Bullfrog Productions, 1994) oraz grze strategicznej o obronie podziemnych lochów przed śmiałkami, Dungeon Keeperze (Bullfrog Productions, 1997) . Podobnie schematy gatunkowe odwracała produkcja Chrisa Sorrella, MediEvil (SCE Studio Cambridge, 1998), której bohaterem było zombie .

## Brytyjska branża po 2001

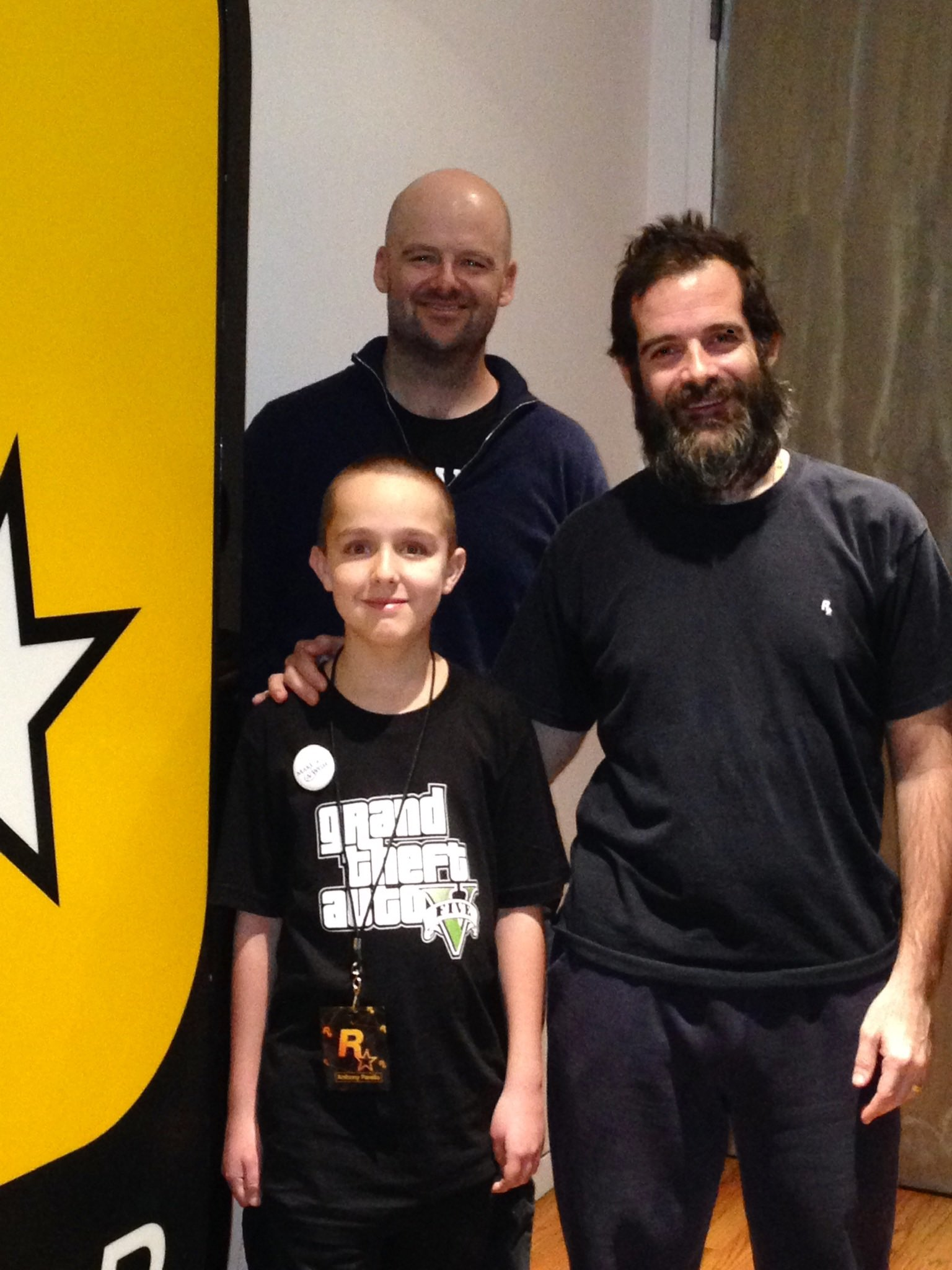
Dan Houser i Sam Houser z fanem wyprodukowanej przez nich gry Grand Theft Auto V (2021)

Przejęcie DMA Design przez Take-Two oznaczało stopniową globalizację branży brytyjskiej. Jej symptomem była realizacja trójwymiarowej gry gangsterskiej Grand Theft Auto III (Rockstar North, 2001). Choć była ona nominalnie brytyjska (scenariusz do niej napisał m.in. Brytyjczyk Dan Houser), to toczyła się w fikcyjnym odpowiedniku Nowego Jorku (Liberty City), z udziałem międzynarodowej obsady dubbingowej (m.in. Kyle’a MacLachlana i Roberta Loggii) . Podobnie jak pierwowzór, Grand Theft Auto III odniosło sukces, owocujący powstaniem kolejnych produkcji gangsterskich: Grand Theft Auto: Vice City (2002), Grand Theft Auto: San Andreas (2004), Grand Theft Auto IV (2008), Grand Theft Auto V (2013). Na ogół były one chwalone za rozmach inscenizacyjny i wiarygodną symulację życia miejskiego, lecz spotykały się z oskarżeniami o cyniczne utrwalanie stereotypów rasowych oraz obrazu wielkomiejskiej codzienności opartej wyłącznie na korupcji, chciwości i przemocy .
Spośród innych superprodukcji powstałych w Wielkiej Brytanii powodzeniem cieszył się także cykl gier studia Rocksteady Studios na podstawie amerykańskiego uniwersum o Batmanie. Gry Batman: Arkham Asylum (2009), Batman: Arkham City (2011) i Batman: Arkham Knight (2015) na stałe ukształtowały wyobrażenie graczy o ikonografii targanego przestępczością miasta Arkham City . Z uznaniem spotkała się także gra Hellblade: Senua’s Sacrifice (Ninja Theory, 2017) w reżyserii Tameema Antoniadesa, czerpiąca inspirację z mitologii celtyckiej i nordyckiej. Główna bohaterka Hellblade, która przeżywa krwawy najazd Normanów, podczas swej walki o przetrwanie zmaga się również z narastającą psychozą  . W gatunku horrorów wyróżniała się gra Until Dawn (Supermassive Games, 2015) według scenariuszy Larry’ego Fessendena i Grahama Reznicka, wzorowana na grach francuskiego projektanta Davida Cage’a . Wśród gier o II wojnie światowej – gra Sniper Elite (Rebellion Developments, 2005) ze strzelcem wyborowym jako głównym bohaterem, która zapoczątkowała oddzielną serię strzelanek z otwartym światem .
Peter Molyneux nadal tworzył gry, lecz nie odnosiły one już takiego sukcesu jak jego projekty z lat 90. W Black & White (Lionhead Studios, 2001) gracz wcielał się w boga nieba lub piekła, który wychowywał zwierzę pomagające mu w wygranej z konkurencyjnym bóstwem. Fable: Zapomniane opowieści (Lionhead Studios, 2004) to gra fabularna osadzona w świecie fantasy, która pozwala graczom rozwijać swą postać od dzieciństwa po starość, a nawet dbać o jej życie prywatne (np. miłość życia). The Movies (Lionhead Studios, 2005) to z kolei złośliwa satyra na amerykański biznes filmowy i Hollywood .

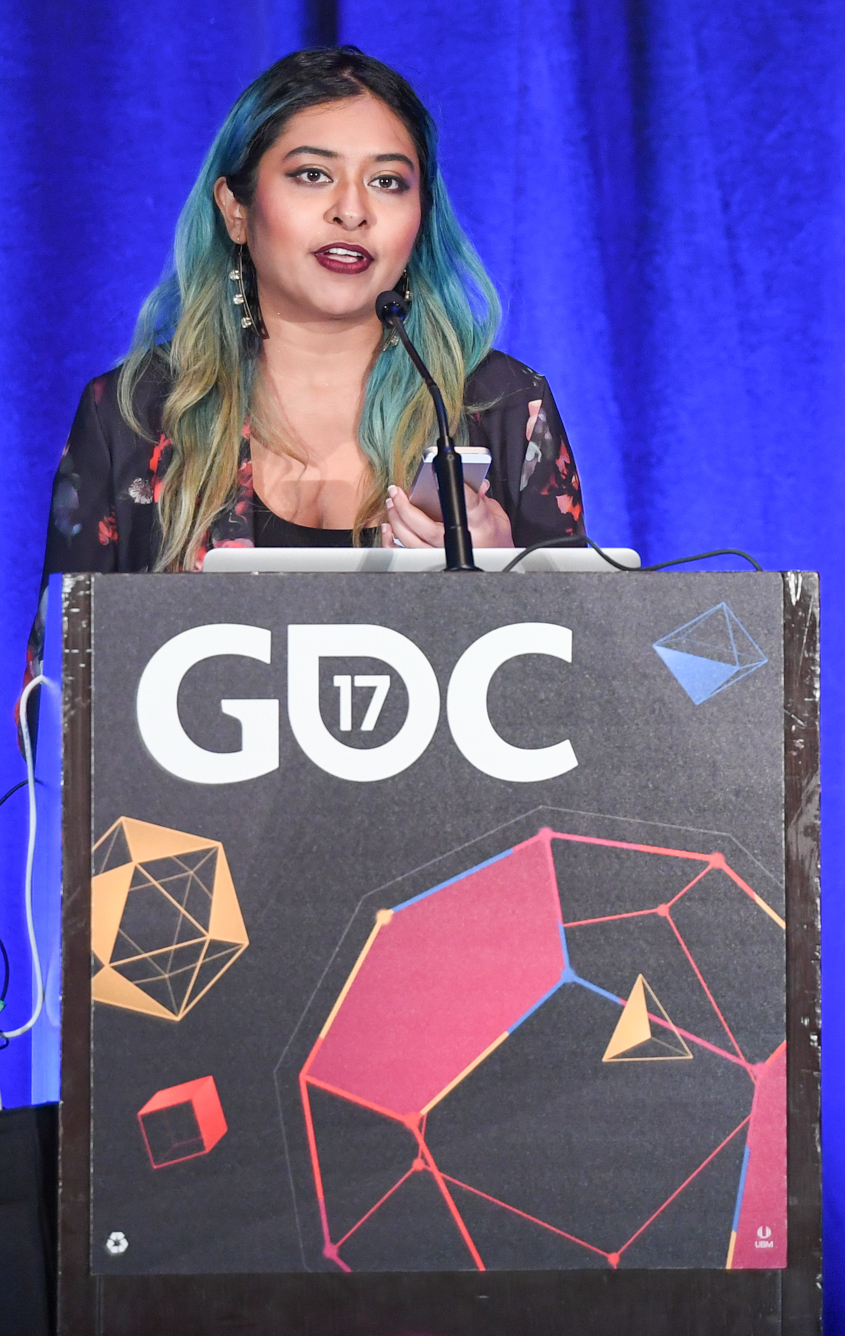
Meg Jayanth (2017)

Na początku XXI wieku ponownie na znaczeniu zyskała produkcja gier niezależnych. Pochodząca ze Stanów Zjednoczonych autorka interaktywnej fikcji, Emily Short, zdobyła uznanie między innymi wyrafinowaną grą tekstową Galatea (2000). Pracowała również w brytyjskim studiu Failbetter Games, pomagając w tworzeniu postapokaliptycznych gier Sunless Sea (2015) i Sunless Skies (2019), a z czasem w 2020 roku objęła stanowisko reżyserki kreatywnej (creative director) tegoż studia . Współpracowniczką Emily Short okresowo była pochodząca z Indii scenarzystka Meg Jayanth. Jej projekty – np. Samsara (StoryNexus, 2013), 80 Days (Inkle, 2014) na podstawie powieści Jules’a Verne’a, Falcon Age (Outerloop Games, 2019) – są wymierzone przeciwko brytyjskiemu kolonializmowi i demaskują metody, za pomocą których Wielka Brytania opanowała państwa azjatyckie . Popularnością cieszyła się również mobilna gra logiczna Monument Valley (Ustwo Games, 2014) Neila McFarlanda, którą w ciągu pięciu lat od powstania została pobrana ponad 200 milionów razy.

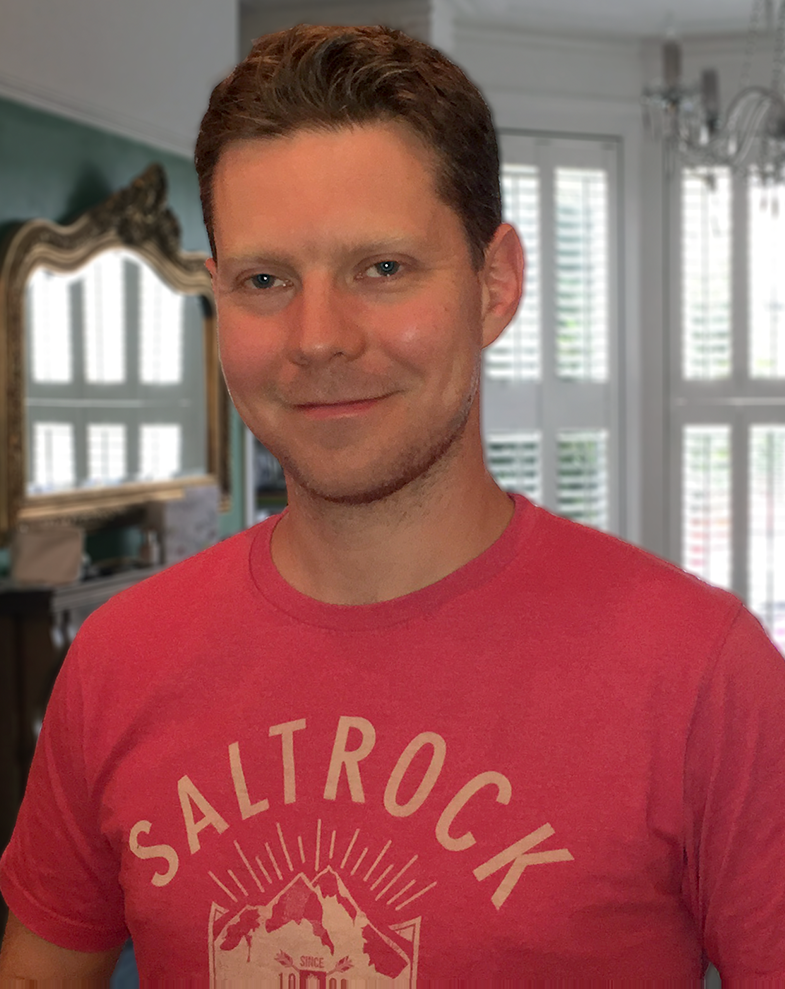
Sam Barlow (2019)

Sam Barlow zasłynął eksperymentami na pograniczu gier i hipertekstów. Jego Her Story (2015) polega na próbie odkrycia sprawcy zabójstwa, przy czym dostęp do plików wideo z przesłuchaniami jest możliwy tylko za pomocą wpisywanych słów kluczowych. Her Story nie narzuca jednak liniowej narracji, lecz pozwala wysnuwać wnioski graczom samodzielnie. Powodzenie Her Story zachęciło Barlowa do stworzenia podobnej gry Telling Lies (2019) . Rozgłos zdobyły też programy studia The Chinese Room: Dear Esther (2012) i Everybody’s Gone to the Rapture (2015), fundamentalne dla rozwoju gatunku gier eksploracyjnych (pozbawionych wyzwań zręcznościowych, opartych wyłącznie na przemieszczaniu się); utwory The Chinese Room wywołały debatę na temat granic pomiędzy grami a twórczością niegrową .
Wedle danych za rok 2022, brytyjska branża gier komputerowych była warta 8,8 miliarda dolarów , a jako gracze deklarowało się niemal 40 milionów mieszkańców Wielkiej Brytanii . Największe przychody zbierały gry mobilne i internetowe, a pomimo pandemii COVID-19 liczba graczy spadła nieznacznie w stosunku do 2021 . W poważnym kryzysie znalazła się natomiast kultura gier, ze względu na ograniczenie branżowych imprez i spadek przychodów wydawnictw książek o grach . Działalność brytyjskiej branży reguluje organizacja The Association for UK Interactive Entertainment (do 2010 European Leisure Software Publishers Association) ; od 2018 działa filia międzynarodowego związku zawodowego Game Workers Unite. Od 2004 corocznie organizowana jest ceremonia wręczenia nagród British Academy Games Awards, prestiżowe wydarzenie branży gier .

### Książki
- Tristan Donovan, Replay: the history of video games, East Sussex, England: Yellow Ant, 2010, ISBN 978-0-9565072-0-4.
- Nick Dyer-Witheford, Greig de Peuter, Gry Imperium. Globalny kapitalizm i gry wideo, Toruń: Wydawnictwo Naukowe Uniwersytetu Mikołaja Kopernika, 2019, ISBN 978-83-231-4179-2 (ang.).
- Faltin Karlsen, Analysing the history of game controversies, [w:] DiGRA '14 – Proceedings of the 2014 DiGRA International Conference, t. 8, DiGRA, sierpień 2014 [dostęp 2023-04-27].
- Aphra Kerr, The UK and Irish Game Industries, [w:] Peter Zackariasson, Timothy Wilson (red.), The Video Game Industry. Formation, Present State, and Future, New York: Routledge, 2012, s. 116–133, ISBN 978-1-138-80383-1 (ang.).
- Greame Kirkpatrick, The Formation of Gaming Culture: UK Gaming Magazines, 1981–1995, New York: Palgrave Macmillan, 2015.
- Alan Meades, Arcade Britannia: A Social History of the British Amusement Arcade, Cambridge, MA: MIT Press, 2022, ISBN 978-0-262-54470-2.
- J. Donald Monk, The Mathematics of Boolean Algebra, [w:] Edward N. Zalta, Uri Nodelman (red.), The Stanford Encyclopedia of Philosophy, Metaphysics Research Lab, Stanford University, 2022 [dostęp 2023-04-27].
- Alex Wade, Playback: a genealogy of 1980s British videogames, New York: Bloomsbury, 2016, ISBN 978-1-62892-486-2.
- Dan Whitehead, Speccy nation: a tribute to the golden age of British gaming, The Zebra Partnership, 2012, ISBN 978-1-4791-9392-9.

### Czasopisma naukowe
- Jodie Austin, “The hardest battles are fought in the mind”: Representations of Mental Illness in Ninja Theory’s Hellblade: Senua’s Sacrifice, „Game Studies”, 21 (4), grudzień 2021 [dostęp 2023-05-03].
- Kyle Barrett, The Dark Knight’s Many Stories: Arkham Video Games as Transmedia Pathway, „Iperstoria” (16), 2020, s. 130–148, DOI: 10.13136/2281-4582/2020.i16.917 [dostęp 2023-05-03] (ang.).
- Will Brooker, Filling in the gaps: creative imagination and nostalgia in ZX Spectrum gaming, „Participations: Journal of Audience and Reception Studies”, 18 (2), 30 listopada 2021, s. 3–43 [dostęp 2023-04-25] (ang.).
- Alison Gazzard, The Platform and the Player: exploring the (hi)stories of Elite, „Game Studies”, 13 (2), grudzień 2013 [dostęp 2023-04-25].
- N. Katherine Hayles, Intermediation: The Pursuit of a Vision, „New Literary History”, 38 (1), 2007, s. 99–125 [dostęp 2023-04-27].
- Selim Krichane, When Seeing is Playing: The History of the Videogame Camera, „Game Studies”, 21 (2), lipiec 2021 [dostęp 2023-04-25].
- Óliver Pérez Latorre, The European videogame: An introduction to its history and creative traits, „European Journal of Communication”, 28 (2), 2013, s. 136–151, DOI: 10.1177/0267323113477365 [dostęp 2023-04-26] (ang.).
- Jan Van Looy, Uneasy lies the head that wears a crown – Interactivity and signification in Head Over Heels, „Game Studies”, 3 (2), grudzień 2003 [dostęp 2023-04-25].
- Paolo Ruffino, Jamie Woodcock, Game Workers and the Empire: Unionisation in the UK Video Game Industry, „Games and Culture”, 16 (3), 2021, s. 317–328, DOI: 10.1177/1555412020947096 [dostęp 2023-05-04] (ang.).
- Denise Tsang, Innovation in the British Video Game Industry since 1978, „Business History Review”, 95 (3), 2021, s. 543–567, DOI: 10.1017/S0007680521000398 [dostęp 2023-05-04] (ang.).

### Magazyny i strony internetowe
- Trisha Kae Andrada, UK Video Game Sector Sees Downturn to $8.8 Billion, Yet There’s Reason to be Optimistic [online], Tech Times, 4 kwietnia 2023 [dostęp 2023-05-03].
- Aaron Bouldling, Microsoft Buys Rare [online], IGN, 24 września 2002 [dostęp 2023-06-05] (ang.).
- James Brightman, Sniper Elite franchise reaches 10 million sold [online], GamesIndustry.biz, 30 września 2015 [dostęp 2023-06-05] (ang.).
- Burnout Interview [online], IGN, 19 kwietnia 2002 [dostęp 2023-06-05] (ang.).
- Colin Campbell, Lost classics of a golden age pop up on Steam [online], Polygon, 13 kwietnia 2018 [dostęp 2023-04-25] (ang.).
- J. Clement, Topic: Video game market in the United Kingdom [online], Statista, 26 kwietnia 2023 [dostęp 2023-05-03] (ang.).
- Nicola Davis, Ada Lovelace and Charles Babbage designed a computer in the 1840s. A cartoonist finishes the project, „The Observer”, 12 kwietnia 2015 [dostęp 2023-04-27] (ang.).
- Paul Dean, Creation Legend: The history of The Creative Assembly [online], Eurogamer.net, 27 września 2012 [dostęp 2023-04-26] (ang.).
- Crispian Driver, Saboteur!, „Retro Gamer”, 24 sierpnia 2008 [dostęp 2023-04-25] (ang.).
- EA gatecrashes Codemasters takeover as £945m bid is accepted [online], Sky News, 14 grudnia 2020 [dostęp 2023-04-27] (ang.).
- Rob Fahey, Square and Eidos: The History [online], GamesIndustry.biz, 27 kwietnia 2009 [dostęp 2023-04-27] (ang.).
- Kieron Gillen, Sensible Soccer, Foot-to-ball And Me [online], Rock, Paper, Shotgun, 11 czerwca 2010 [dostęp 2023-04-26] (ang.).
- Malindy Hetfeld, Meghna Jayanth is switching the narrative [online], 19 października 2022 [dostęp 2023-04-27] (ang.).
- Joshua Jankiewicz, Dun Darach [online], Hardcore Gaming 101, 28 maja 2015 [dostęp 2023-04-28] (ang.).
- Kazimierz Jasiński, Alan Turing: Geniusz, który złamał Enigmę, „Rzeczpospolita”, 14 października 2018 [dostęp 2023-04-27] (pol.).
- Jobs Roundup: Emily Short takes over as creative director at Failbetter Games [online], GamesIndustry.biz, 9 stycznia 2020 [dostęp 2023-04-27] (ang.).
- Colin Jones, Slightly Magic Interview With Colin Jones, „Retro Gamer”, 21 lipca 2014 [dostęp 2023-04-25] (ang.).
- David Jones, Interview with DMA’s David Jones [online], IGN, 11 marca 1997 [dostęp 2023-04-26] (ang.).
- Andy Kelly, Grand Theft Auto 3 was a true game changer, „PC Gamer”, 8 maja 2015 [dostęp 2023-04-26] (ang.).
- Mark Langshaw, Retro Corner: 'Shadow of the Beast’ [online], Digital Spy, 25 sierpnia 2012 [dostęp 2023-04-25] (ang.).
- Simon Lavington, A brief history of British computers: the first 25 years (1948 – 1973) [online], BCS, 1 września 2010 [dostęp 2023-04-27] (ang.).
- Dave Lee, Grand Theft Auto: One of Britain’s finest cultural exports? [online], BBC News, 16 września 2013 [dostęp 2023-04-26] (ang.).
- James Lloyd, How Hellblade: Senua’s Sacrifice deals with psychosis [online], BBC Science Focus Magazine, 13 kwietnia 2018 [dostęp 2023-05-03] (ang.).
- Xav de Matos, Interview: Driver: San Francisco creative director Martin Edmondson [online], Engadget, 28 czerwca 2010 [dostęp 2023-06-05] (ang.).
- Rus McLaughlin, IGN Presents: The History of Tomb Raider [online], IGN, 1 marca 2008 [dostęp 2023-04-26] (ang.).
- James O’Sullivan, Good literature can come in digital forms – just look to the world of video games [online], The Conversation, 5 grudnia 2019 [dostęp 2023-04-27] (ang.).
- Simon Parkin, Worms or bust: The story of Britain’s most tenacious indie games company [online], Ars Technica, 12 czerwca 2016 [dostęp 2023-04-26] (ang.).
- Jeff Reichert, Found Footage, „Film Comment”, 55 (6), 2019, s. 20–21 [dostęp 2023-04-27] (ang.).
- Luke Reilly, How Codemasters’ New Grid Is Going Back to Its Roots [online], IGN, 23 maja 2019 [dostęp 2023-04-26] (ang.).
- Adam Rigby, Barbarian, „Australian Commodore and Amiga Review”, 4 (8), sierpień 1987, s. 16 (ang.).
- Siobhan Roberts, Christopher Strachey’s Nineteen-Fifties Love Machine, „The New Yorker”, 14 lutego 2017 [dostęp 2023-04-27] (ang.).
- Joao Diniz Sanches, Series Retrospective: Colin McRae Rally [online], Eurogamer.net, 5 września 2009 [dostęp 2023-04-26] (ang.).
- Ed Smith, The inglorious nihilism of Grand Theft Auto V [online], Kill Screen, 19 maja 2016 [dostęp 2023-04-26] (ang.).
- Joel Snape, Never Been So Much Fun: The making of Cannon Fodder [online], Eurogamer.net, 4 grudnia 2013 [dostęp 2023-04-26] (ang.).
- Keith Stuart, Commodore Amiga at 30 – the computer that made the UK games industry, „The Guardian”, 23 lipca 2015 [dostęp 2023-05-03] (ang.).
- Nick Thorpe, Attack of the Mutant Camels [online], Retro Gamer, 29 grudnia 2022 [dostęp 2023-04-19] (ang.).
- Federico Tiraboschi, MediEvil [online], Hardcore Gaming 101, 30 października 2017 [dostęp 2023-06-05] (ang.).
- UK Games Industry Market Valuation 2020 [online], The Association for UK Interactive Entertainment, 19 września 2021 [dostęp 2023-05-03] (ang.).
- Jonny Walfisz, 'God of War Ragnarök’ breaks BAFTA Game Awards nominations record [online], Euronews, 3 marca 2023 [dostęp 2023-05-03] (ang.).
- Dan Whitehead, Until Dawn review [online], Eurogamer.net, 27 sierpnia 2015 [dostęp 2023-06-05] (ang.).
- Wesley Yin-Poole, Lionhead: The inside story [online], Eurogamer.net, 12 maja 2016 [dostęp 2023-04-26] (ang.).
- Przemysław Zamęcki, Ręka boga. Słynni twórcy gier – Peter Molyneux [online], GRY-Online.pl, 21 października 2008 [dostęp 2023-04-26] (pol.).